# Конаков, Еший
Еший Конаков, другой вариант имени — Еши (каз. Еші Қонақов; 1886 год, село Щедруха — 1963 год) — старший табунщик колхоза «Тендык» Бескарагайского района Павлодарской области, Казахская ССР. Герой Социалистического Труда (1948).
Родился в 1886 году крестьянской семье в селе Щедруха (сегодня — Алтайский край). С 1929 года проживал в Семипалатинской области, где работал пастухом в колхозе «Жана-Талап». С 1938 года трудился табунщиком в колхозе «Тендык» Бескарагайского района. Был назначен старшим пастухом.
В 1947 году бригада Еши Конакова вырастила 220 жеребят при годовом плане 195 жеребят. За достигнутые успехи в развитии животноводства удостоен звания Героя Социалистического Труда указом Президиума Верховного Совета СССР от 23 июля 1948 года c вручением ордена Ленина и золотой медали «Серп и Молот».
Проработал в колхозе «Тендык» до выхода на пенсию в 1951 году. Скончался в 1963 году.